# Moskiewskie Międzynarodowe Centrum Biznesowe

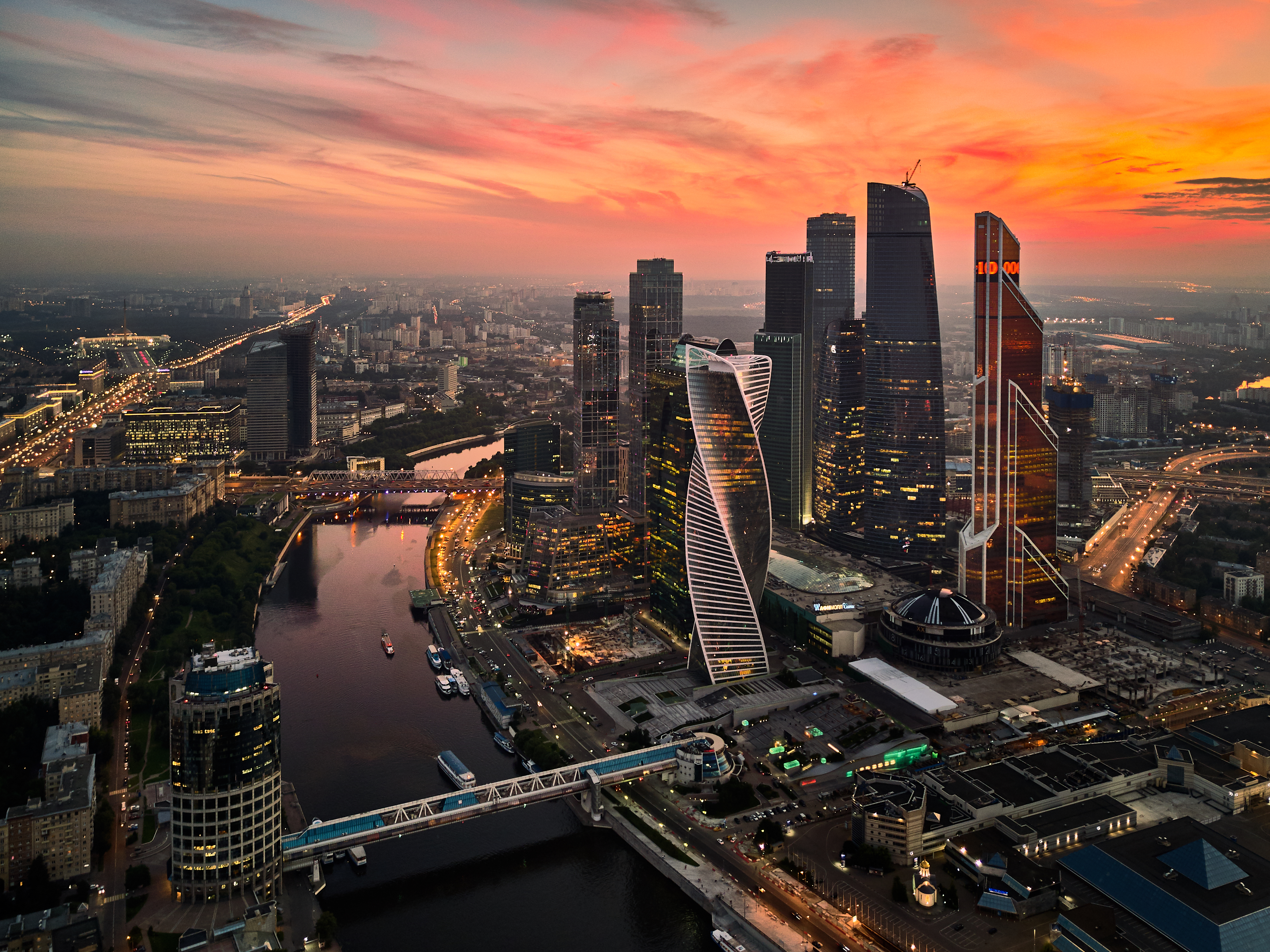
Moskiewskie Międzynarodowe Centrum Biznesowe

Moskiewskie Międzynarodowe Centrum Biznesowe (ros. Московский международный деловой центр, Moskowskij mieżdunarodnyj diełowoj centr), również Moskiewskie City – centralny obszar biznesowy rosyjskiej stolicy znajdujący się w rejonie Presnienskij centralnego okręgu administracyjnego.
Powstająca strefa łączy w sobie działalność biznesu, handlu i rozrywki. Zlokalizowana jest na zachód od ścisłego centrum, przy Trzeciej obwodnicy Moskwy. Do Moskiewskiego City dojeżdżać ma szybka kolej miejska łącząca największe moskiewskie lotniska: Wnukowo i Szeriemietiewo.

## Budynki

Plan Moskiewskiego Międzynarodowego Centrum Biznesowego

### Basznia 2000
Basznia 2000 – wieżowiec w Moskwie. Ma 104 m wysokości i 34 kondygnacje, w tym dwie podziemne. Znajduje się po prawej stronie rzeki Moskwy na obszarze nr 0. Jest pierwszym wieżowcem powstałym w Moskiewskim Międzynarodowym Centrum Biznesowym. Budynek jest połączony z główną częścią MMCB przez Most Bagration. Wieżowiec był budowany od grudnia 1996 r. do 4-go kwartału 2001. Budynek dysponuje parkingiem na 400 samochodów.Kompleks posiada parkingi podziemne, restauracje i centrum rozrywki.
Inne nazwy budynku to Tower 2000, Bashnya 2000, Reforma 2000, Bagration Tower.

### Evolution Tower
255-metrowy budynek składający się z 53 pięter miał zostać wybudowany w latach 2007–2010, jednak przestój w budowie spowodował przesunięcie daty oddania do użytku na rok 2014. Zajmuje obszary 2 i 3, oprócz powierzchni biurowej i handlowej znajdzie się w nim Muzeum Moskiewskiego Międzynarodowego Centrum Biznesu, Urząd Stanu Cywilnego oraz sala balowa o powierzchni 2000 m² na najwyższym piętrze.
Każde piętro w budynku będzie obrócone o 3° w stosunku do poprzedniego, a łączny obrót ostatniego piętra w stosunku do pierwszego wyniesie 135°. Inspiracją dla wykręconej formy budynku była rzeźba Pocałunek Auguste Rodina. Obiekt będzie dysponował 65 000 m² powierzchni biurowej, 15 000 m² powierzchni handlowej oraz parkingiem podziemnym na 1350 samochodów.

### Imperia Tower

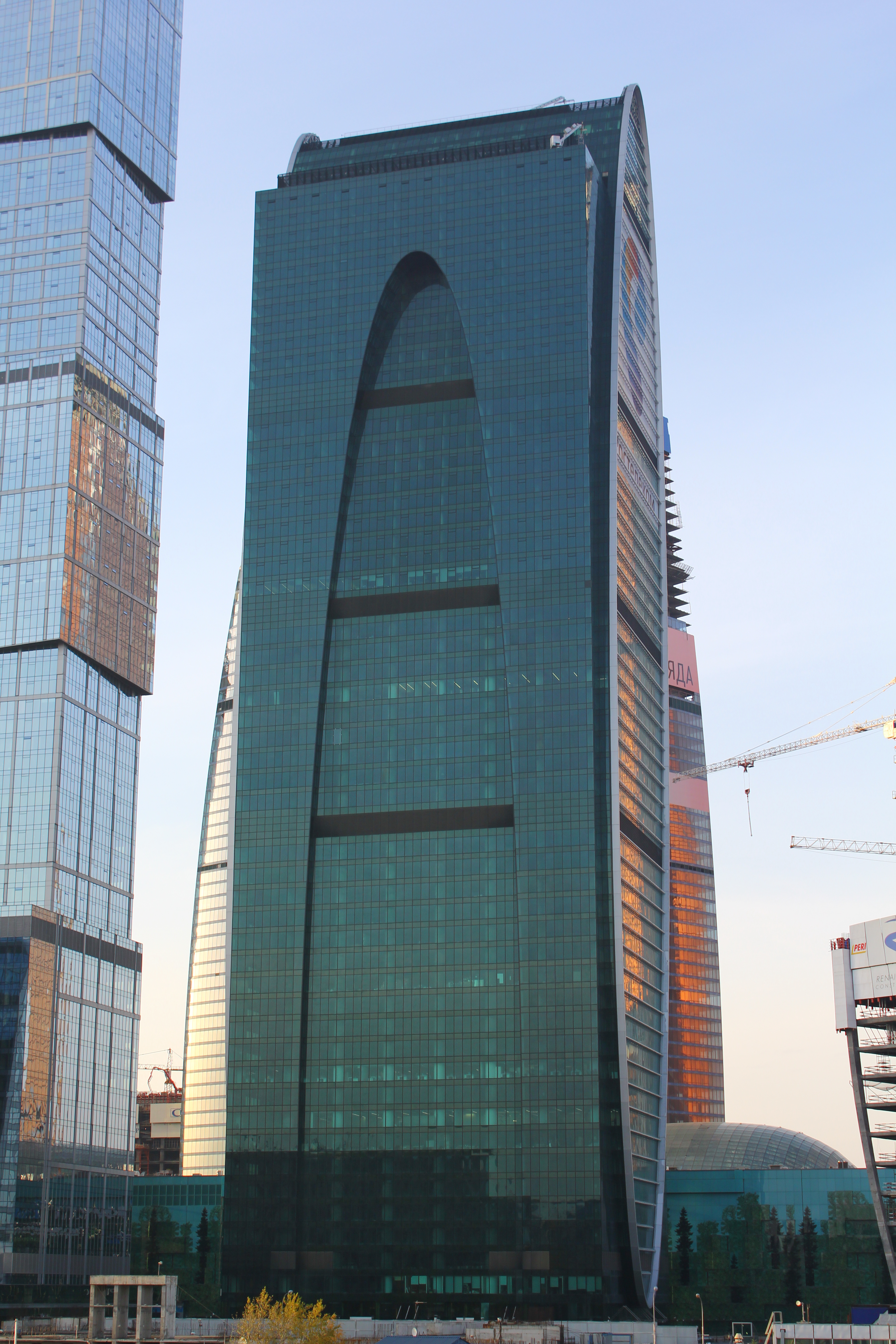
Imperia Tower

60-piętrowy budynek o wysokości 239 m zlokalizowany w obszarze nr 4 Moskiewskiego City. Został ukończony w większości w 2010 roku, do końca 2011 ma zakończyć się wykończenie wszystkich wnętrz. W jego skład wchodzi centrum biurowe, pięciogwiazdkowy hotel, galeria handlowa, luksusowe apartamenty, siłownia i parking.

### Galeria Centralna
Budowa galerii handlowej zajmującej obszary 6,7,8 rozpoczęła się na początku 2005 r. a zakończyła w 2014. Duża część powierzchni ulokowana jest pod ziemią. Kompleks połączony jest z dwoma stacjami metra. Koszt budowy wyniósł 300 mln $.

### Gorod Stolic
Znajduje się na terenie 9 obszaru.
Kompleks składający się przede wszystkim z dwóch wieżowców symbolizujących dwa największe miasta Rosji: Moskwę i Sankt Petersburg o wysokości odpowiednio 301,59 m oraz 256,9 m. Koniec robót nastąpił w 2010 roku. Całkowity koszt budowy kompleksu wyceniany jest na 450 milionów dolarów.

### Basznia na Nabiereżnoj
Budynek składający się z trzech wież o wysokości:
1. 275 metrów (62 pięter)
2. 135 metrów (27 pięter)
3. 86 metrów (17 pięter)

Został zbudowany w latach 2003-2007 w obszarze 10. Koszt budowy wyniósł 220 mln $.

### Terminal komunikacyjny
Dworzec powstający w obszarze nr 11 będzie punktem przesiadkowym i zawierał będzie stacje metra, szybkiej kolei oraz przystanek szybkiego tramwaju. W budynku znajdą się biura, hotele, klinika i parking. Zakończenie budowy realizowanej od początku 2005 roku planowane jest na rok 2015.

### Jewrazija
Jewrazija – wieżowiec budowany w Moskwie na terenie Moskiewskiego Międzynarodowego Centrum Biznesowego. Planowana wysokość budynku to 309 m (72 kondygnacji). Konstrukcję budynku rozpoczęto w 2004, a w 2009 r. została ona wstrzymana. Pod koniec 2011 r. pojawiła się wiadomość o planowanym wznowieniu budowy i nowym terminie oddania do użytku w połowie roku 2013. Większość powierzchni w budynku ma zostać przeznaczona na biura. Poza nim w wieżowcu znajdą się również apartamenty, bary, restauracje, sklepy oraz kasyno o pow. 3000 m². Budynek posiadał będzie 5-poziomowy parking podziemny na 953 samochody. W 72-piętrowym budynku mają się znaleźć biura, apartamenty, bary, restauracje oraz o pow. 3000 m².

### Basznia Fiedieracyja
Kompleks składający się z dwóch wieżowców (Wieża Wschodnia oraz Wieża Zachodnia) zlokalizowany jest na 13 obszarze. Jego budowa rozpoczęła się w 2003 r. i miała zostać zakończona do 2010, jednak przez długi czas budowa była wstrzymana. Wznowienie nastąpiło w 2011, a planowany termin zakończenia to rok 2014. Po ukończeniu, z 509 metrami wysokości całkowitej będzie najwyższym budynkiem w Europie.
Od roku 2010 miał być centrum biznesowym, oraz najwyższym budynkiem Europy, jednak kryzys finansowy w latach 2007–2009 spowodował spowolnienie i ostatecznie wstrzymanie budowy. W rezultacie według najnowszych danych kompleks miałby zostać oddany do użytku dopiero w 2014 roku. Kompleks Basznia Fiedieracyja został zaprojektowany przez niemieckich architektów, będzie składać się on z dwóch budynków: Wschodniej (East Tower A), oraz Zachodniej Wieży (West Tower B),- która już wpisała się do Księgi rekordów Guinnessa za sprawą najwyżej położonego zegara cyfrowego na świecie. Zegar mierzy 30 metrów szerokości i 12 metrów wysokości, jest zainstalowany 230 metrów nad ziemią. Całkowity koszt budowy kompleksu ma wynieść ok. 530 milionów dolarów.

### Mercury City Tower
Mercury City Tower – najwyższy wieżowiec w Europie i tym samym w Moskwie, wchodzący w skład kompleksu wieżowców w Moskiewskim City. W dniu 1 listopada 2012 roku na dachu wieżowca na wysokości 339 metrów zawisła wiecha, wciąż jednak w budynku prowadzone są pracę wykończeniowe, a jego otwarcie planuje się w 2013 roku. Zarządzaniem budynkiem zajmie się HSG Zander. Budowa wieżowca była inwestycją finansowaną przez przedsiębiorstwo „Mercury Development” należąca do Igora Kasajewa.
Na poziomach -3,-4,-5 znajduje się parking podziemny. Poziom -1, parter oraz poziom 1 i 2 przeznaczone zostały na powierzchnie handlowe oraz restauracje. Na piętrach 4-40 znajdzie się 80 000 m² powierzchni biurowej. 42 piętro przeznaczone zostało na udogodnienia dla mieszkańców, takie jak klub, spa, fitness, sauna. Od 43 do 69 piętra usytuowanych zostanie 140 apartamentów o powierzchni od 90 do ponad 300 m². Na 69-tym piętrze zaplanowano penthouse o pow. 450 m². Mieszkańcy będą posiadali możliwość skorzystania z usług konsjerża.

### Wieża Północna
108-metrowy kompleks wybudowany w latach 2005-2007 składa się z przestrzeni biurowej, sali koncertowej, klubu fitness, restauracji, kawiarni oraz parkingu.